# 25000 Астрометрія
25000 Астрометрія (25000 Astrometria) — астероїд головного поясу, відкритий 28 липня 1998 року.
Тіссеранів параметр щодо Юпітера — 3,144.